# Helene Nyborg Bay
Helene Nyborg Bay (født 1977 i Aalborg) er direktør og kunstnerisk leder for Nikolaj Kunsthal, samt forperson for Foreningen af Kunsthaller i Danmark.

## Karriere og baggrund
Helene Nyborg Bay er født i Aalborg. Hun er uddannet cand.mag. i Moderne Kultur og Kulturformidling fra Københavns Universitet og Freie Universitat Berlin. Hun har en diplomuddannelse i spansk fra The International University of Catalonia (UIC Barcelona), og en diplomuddannelse i ledelse fra Via University College. Hun har desuden læst fransk ved Sorbonne University. Som kurator og kunstkonsulent har hun deltaget i Danmarks Radio TV programmerne Kunstquizzen, Smagsdommerne, Temalørdag om kunst, og TV2-programmet I Byen.
I 2006 grundlagde hun galleriet Helene Nyborg Contemporary, som havde lokation i indre by og Valby i København. I over seks år præsenterede hun udstillinger med kunstnere fra Danmark, Japan og Korea, heriblandt Ida Kvetny, Peter Callesen, Kalim Yoon, Keisuke Yamamoto, Yuji Watabe, Lars Worm, Asmund Havsteen-Mikkelsen, Christine Clemmesen, Peter Rune Christiansen, René Schmidt, Tommy Støckel og Judit Ström. 

### Viborg Kunsthal
I 2012 tiltrådte hun som Direktør for Viborg Kunsthal. Som et led i en større modernisering, blev institutionens navn ændret fra Brænderigården til Viborg Kunsthal. Kunstneren Mette Winckelmann skabte en 151 m lang mosaik-mur som omkranser kunsthallen. Muren vejer 34 tons og består af over 12.000 fliser. I 2017, kuraterede hun udstillingen ‘You’ med den ukrainskfødte kunstner Sergei Sviatchenko. Samme år kuraterede hun udstillingen ‘Sticky minds, fluid moves‘ med den svenskfødte nu New York baserede kunstner Andreas Emenius.

### Nikolaj Kunsthal
Hun har siden 2018 været direktør for Nikolaj Kunsthal, som i 2023 havde mere end 80.000 besøgende. Her har hun etableret kunsthallen som en platform for samtidskunsten ved bl.a. at indføre en ny profil med hovedfokus på den københavnske kunstscene, digital kunst og totaloplevelser.  Med støtte fra Det Obelske Familiefond stod hun i 2021 i spidsen for etableringen af udstillingsrummet Platform, som synliggør kunstnere og kuratorer der arbejder med samtidskunst.  I 2022 præsenterede hun en modernisering af Nikolaj Kunsthal med en ny café og butik designet af arkitekt Morten Emil Engell fra MEE Studio. Hun har kurateret og produceret udstillinger med en lang række danske og internationale kunstnere, bl.a. Julian Rosefeld, Leonard Cohen, Andreas Emenius, Ditte Ejlerskov, HuskMitNavn, Shane Brox og Nikoline Liv Andersen.

### Foreningen af Kunsthaller i Danmark
I 2022 blev hun Forperson for Foreningen af Kunsthaller i Danmark, og har arbejdet for at fremme kunsthallernes indflydelse i kulturdebatten.  Hun har tidligere været Forperson i bestyrelsen Nordens Hus på Færøerne (2016-2020) samt medlem af bestyrelsen for Foreningen af Kunsthaller i Danmark (2012-2016).